# (5227) 1986 PE
(5227) 1986 PE (1986 PE, 1989 LR, 1990 WV2) — астероїд головного поясу, відкритий 4 серпня 1986 року.
Тіссеранів параметр щодо Юпітера — 3,578.